# 振替休日
振替休日（ふりかえきゅうじつ）とは、休日（主に祝祭日）が他の休日（日曜日、他の祝祭日など）と重なった場合、月曜日以降を休日にして休日が減らないようにする制度である。
日本では国民の祝日に関する法律が定めているが法律中に「振替休日」、「振替」の字句はなく、これらは通称である。

## 各国の振替休日

### 制定されていない国
ブラジル、スウェーデンやウズベキスタンなどの国では振替休日に類する制度は法制化されておらず祝日が日曜日になった際や移動祝日が日付固定の祝日と重なった際にも翌日以降に代替となる休日が設定されない。

### 日曜
日本の場合、祝日が日曜日と重なった場合に発生する。詳細は後述。

### 土曜と日曜
タイ王国の場合、日曜だけでなく土曜日と祝祭日が重なった場合にも月曜日に振替休日が発生する。
ニュージーランドの場合、12月25日のクリスマスと12月26日のボクシング・デー、及び翌週1月1日の元日と1月2日の元日翌日の休日については、土曜日又は日曜日と重なった場合に、直後の平日が振替休日になる。加えて、2月6日の「ワイタンギの日」及び4月25日の「ANZACの日」の2祝日も、土曜日又は日曜日の場合、直後の月曜日が振替休日になることが、2013年4月17日に同国議会で可決された。但し、祝日の日付自体は曜日に関係なく毎年それぞれ2月6日と4月25日で変わらない。この振替休日の制度が最初に適用されるのは、2015年のANZACの日で、この年のANZACの日である4月25日は土曜日にあたるため、翌々日4月27日の月曜日が振替休日となり、公休日となる。

## 日本の制度

### 概要
国民の祝日に関する法律第3条第2項により『「国民の祝日」が日曜日に当たるときは、その日後においてその日に最も近い「国民の祝日」でない日を休日とする』と規定している。
振替休日で振り替えられるのは「休日」という「状態」のみで、「○○の日」などの祝日はそのままの日（日曜日）である。したがって、その祝日にちなんだ祝典等も通例その日曜日当日に行われる。
「振替休日」の規定は、「日曜日が休日であり他の曜日が通常は休日でない」ことを前提とした作りになっている。全国共通して日曜日を休日と定めている法律は「国会に置かれる機関の休日に関する法律」「裁判所の休日に関する法律」「行政機関の休日に関する法律」により、行政機関・裁判所などの当該機関の休日を日曜日（および土曜日・祝日・指定された日）と定めている。
それ以外は銀行法第15条第1項と株式会社商工組合中央金庫法第31条第1項で銀行と商工組合中央金庫で日曜日を休日としているが、それ以外の組織については労働基準法において休日について抽象的に規定されているにとどまる。1980年代以降、週休二日制が定着し土曜日も休日としている企業・団体が多いが土曜日と「国民の祝日」が重なっても土曜日は振替休日が適用対象外の状態が続いている。
「国民の祝日」が日曜日に当たる時のみが対象であるため、沖縄県の慰霊の日（6月23日）や広島市の平和記念日（8月6日）など地方の公休日が日曜日であった場合は振替休日にはならない。

### 変遷
1973年の国民の祝日に関する法律が改正されたことにより制定された。これにより祝日（国民の祝日）が日曜日の場合、その翌日となる月曜日が「振替休日」となった（ハッピーマンデー制度の法律と同じ）。1973年の天皇誕生日（4月29日）が日曜日で、同年4月30日が最初の適用日となった。
当初は祝日が2日以上連続することがなかったため、「国民の祝日の日曜日の翌日の月曜日」としていた。しかし2005年の国民の祝日に関する法律の改正（2007年施行）で、4月29日が「昭和の日」となり、「みどりの日」が4月29日から5月4日に移動。5月3日から5月5日まで祝日が3日連続することとなり、その直後の「国民の祝日の日曜日の翌日の月曜日以降の国民の祝日でない祝日の翌日」を休日とすることと改められ振替先が月曜日固定ではなくなった。理由は、国民の祝日とその前日の日曜日の祝日の振替休日の重複を避けるためである。その月曜日以外の振替休日の初適用日は2008年の5月6日（火）となった。これは同年の「みどりの日」（5月4日）が日曜日となり、翌5日（月）は「こどもの日」でやはり祝日であることより、「みどりの日」の振替分が6日の火曜日となったからである。月曜日以外の振替休日が、2009年の5月6日（水）も適用された。これは同年の「憲法記念日」（5月3日）が日曜日となり、翌4日（月）は「みどりの日」でやはり祝日であること、翌5日（火）も「こどもの日」でやはり祝日であることより、「憲法記念日」の振替分が6日の水曜日となったからである。
2021年は東京オリンピックの1年延期に伴い、延期後のオリンピックの日程に合わせて閉会式翌日の8月9日に山の日を移動させることを想定していた。だが、長崎市への原子爆弾投下が行われた8月9日を祝日とすることに自民党内から反対意見が出たため、山の日は閉会式当日の8月8日（日曜日）に移動させ、8月9日を振替休日とすることとなった。
2024年は秋分の日が9月22日の日曜日で翌23日が振替休日であったが、「秋分の日=9月23日」という固定観念がかなり残っており、広告等で9月23日（祝）などと書かれた事例が多かった。

### 日曜日以外の休日の扱い
振替休日が発生するのは日曜日と重なった場合のみで、土曜日など他の種類の休日では発生しない。
国民の祝日同士が重複した場合の振替休日の規定については、現時点では設けられていない。敬老の日と秋分の日が移動祝日のため同日になる可能性があるが、今後最初に同日になるのは2876年と予測されている。また、今後の皇位継承により天皇誕生日が移動した場合、祝日の重複が起きる可能性が（理論上は）ありえる。

### 振替休日の日付の一覧
日本で過去に存在した振替休日、及び国立天文台の「年暦要項」が発表済みである2025年までの振替休日になる見込みの日は以下のとおり。特記のない日付は月曜日。
- 1月2日（元日の振替休日） - 1978年・1984年・1989年・1995年・2006年・2012年・2017年・2023年
- 1月16日（成人の日の振替休日） - 1978年・1984年・1989年・1995年（終了[注釈 2]）
- 2月12日（建国記念の日の振替休日） - 1979年・1990年・1996年・2001年・2007年・2018年・2024年
- 2月24日（天皇誕生日（今上天皇）の振替休日） - 2020年・2025年
- 3月21日（春分の日が3月20日の場合） - 1988年・2005年・2016年
- 3月22日（春分の日が3月21日の場合） - 1982年・1999年・2010年
- 4月30日
  - 天皇誕生日（昭和天皇）の振替休日 - 1973年・1979年・1984年
  - みどりの日の振替休日 - 1990年・2001年
  - 昭和の日の振替休日 - 2007年・2012年・2018年
- 5月4日（憲法記念日の振替休日） - 1981年・1987年・1992年・1998年（終了[注釈 3]）
- 5月6日
  - 月曜日（こどもの日の振替休日） - 1974年・1985年・1991年・1996年・2002年・2013年・2019年・2024年
  - 火曜日（みどりの日の振替休日） - 2008年・2014年・2025年
  - 水曜日（憲法記念日の振替休日） - 2009年・2015年・2020年
- 7月21日（海の日の振替休日） - 1997年（終了[注釈 2]）
- 8月9日（山の日の振替休日） - 2021年のみ[注釈 4][2]
- 8月12日（山の日の振替休日） - 2019年・2024年
- 9月16日（敬老の日の振替休日） - 1974年・1985年・1991年・1996年・2002年（終了[注釈 2]）
- 9月23日（秋分の日が9月22日の場合） - 2024年
- 9月24日（秋分の日が9月23日の場合） - 1973年・1984年・1990年・2001年・2007年・2018年
- 10月11日（体育の日（現・スポーツの日）の振替休日） - 1976年・1982年・1993年・1999年（終了[注釈 2]）
- 11月4日（文化の日の振替休日） - 1974年・1985年・1991年・1996年・2002年・2013年・2019年・2024年
- 11月24日（勤労感謝の日の振替休日） - 1975年・1980年・1986年・1997年・2003年・2008年・2014年・2025年
- 12月24日（天皇誕生日（上皇明仁）の振替休日） - 1990年・2001年・2007年・2012年・2018年（終了[注釈 5]）